# Idia calvaria
Idia calvaria là một loài bướm đêm thuộc họ Noctuidae. Nó được tìm thấy ở miền trung Pháp và miền bắc và miền trung Trung Âu, but mostly in the surroundings of Địa Trung Hải. Nó cũng có mặt ở Thổ Nhĩ Kỳ, Kavkaz và Anatolia.
Sải cánh dài 24–34 mm. Con trưởng thành bay từ tháng 6 đến tháng 9. There are two generations in the south.
Ấu trùng ăn các loài Populus, Salix và Rumex.